# Hans Gentner
Hans Johann Gentner (* 26. Januar 1877 in Pegnitz; † 24. August 1953 ebenda) war ein bayerischer sozialdemokratischer Politiker.

## Werdegang
Gentner wurde als Sohn eines Bauern geboren. Er besuchte die Volksschule und die Fortbildungsschule in Pegnitz und absolvierte danach eine Ausbildung in der Pegnitzhütte zum Eisendreher. In den Jahren 1895 bis 1899 führten ihn seine Wanderjahre durch Deutschland. Von 1904 an war er als selbständiger Gast- und Landwirt in Pegnitz niedergelassen.
Bereits ab 1894 war er gewerkschaftlich organisiert und trat 1898 in die SPD ein. Als erster Sozialdemokrat wurde er 1902 in das Gemeindekollegium der Stadt Pegnitz gewählt. Daselbst wurde er 1908 Magistratsrat. Nach der Landtagswahl am 5. Februar 1912 zog er im Wahlkreis Kulmbach erstmals in die Kammer der Abgeordneten des Bayerischen Landtags ein. Ihr gehörte er zunächst bis zum Ende der Monarchie an. Kandidaturen für den Reichstag scheiterten mehrmals.
Nach der Revolution und der Ausrufung des Freistaats am 7. November 1918 war Gentner im neu gebildeten Provisorischen Nationalrat. Bei der Wahl am 12. Januar 1919 wurde er erneut in den Landtag gewählt und nach dessen Konstituierung zum Staatsrat im Staatsministerium für Landwirtschaft ernannt. Bei der Landtagswahl im Juni 1920, die der SPD große Stimmverluste brachte, verlor Gentner sein Landtagsmandat. Im gleichen Jahr übernahm er den Vorsitz des Freien Bauern- und Handwerkerbundes.
Am 7. Dezember 1924 wurde er erstmals zum Bürgermeister von Pegnitz gewählt und zog nach der Wahl im Mai 1928 wieder in den Bayerischen Landtag ein, dem er bis zur Gleichschaltung der Länder im April 1933 angehörte. Nach der Machtübernahme der Nationalsozialisten wurde er als Bürgermeister abgesetzt. In den folgenden Jahren wurde er mehrfach verhaftet. 1933 war er im KZ Dachau inhaftiert, 1934 in Schutzhaft in Bayreuth, 1939 in Schutzhaft in Fürth und 1944 wieder im KZ Dachau in Haft.
Nach Ende des Zweiten Weltkriegs setzte ihn die US-amerikanische Militärregierung 1945 bis zur Kommunalwahl 1946 als kommissarischen Bürgermeister von Pegnitz ein. Daneben war er Mitglied des Bezirkstags Oberfranken, des Bezirksausschusses sowie der Bezirksbauernkammer. Von Juli bis November 1946 war er Mitglied der Verfassunggebenden Landesversammlung. Im Dezember 1946 holte ihn Ministerpräsident Hans Ehard als Staatssekretär im von Joseph Baumgartner geleiteten Landwirtschaftsministerium in sein Kabinett.
Seit Dezember 1946 war er Präsidialmitglied des Bayerischen Bauernverbandes (BBV) und vertrat im Dezember 1947 dessen Interessen im neu gebildeten Senat. Ihm gehörte er bis zu seinem Tod im August 1953 an. Gentners Sohn Fritz war ebenfalls SPD-Landtagsabgeordneter in Bayern.

## Ehrungen
- 1952: Großes Verdienstkreuz der Bundesrepublik Deutschland